# WiLL Cypha
Der WiLL VC (japanisch: トヨタ・ウィルVC) ist ein fünfsitziges Pkw-Modell von WiLL, einer Marke des japanischen Automobilherstellers Toyota, das zwischen August 2002 und April 2004 als Nachfolger des erfolglosen WiLL Vi produziert wurde. 

## Kurzbeschreibung

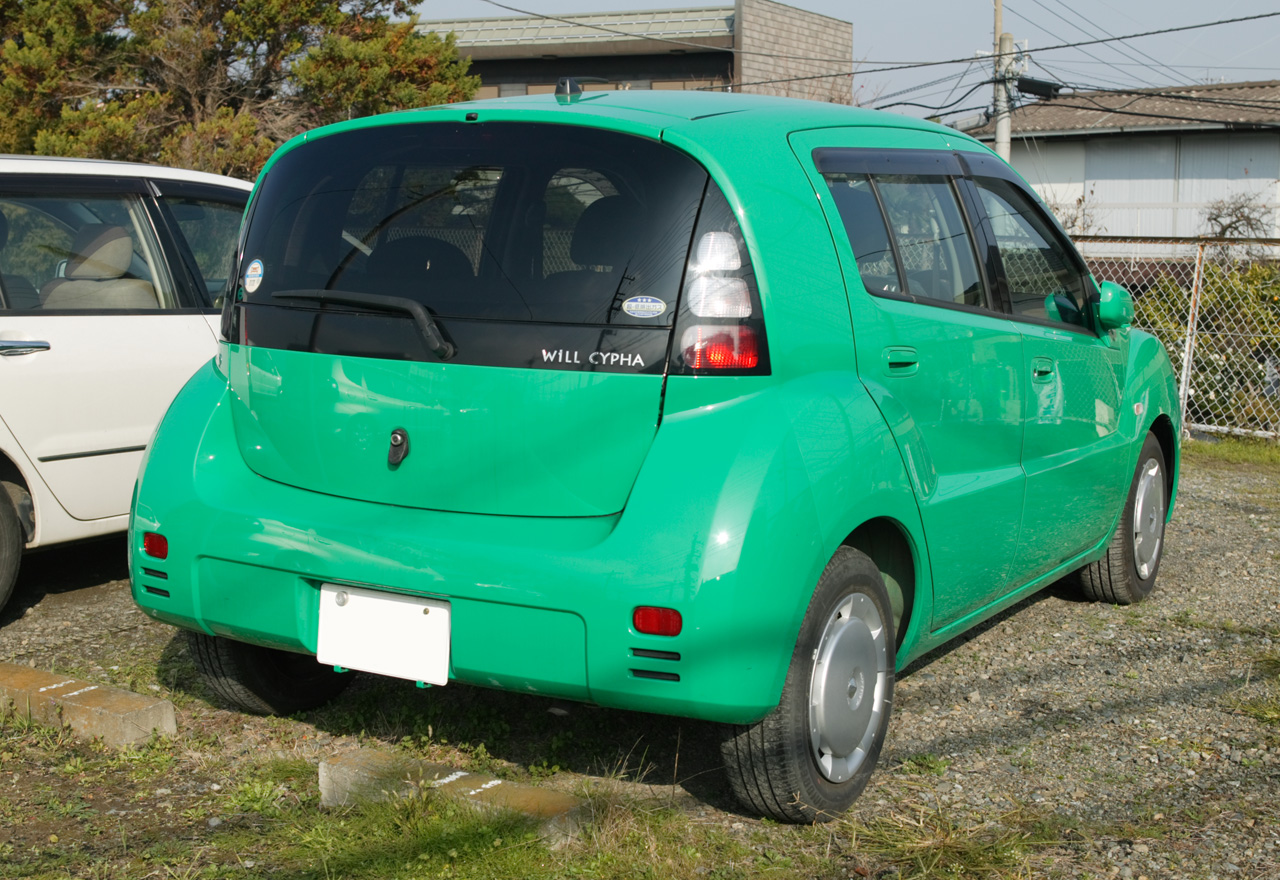
Heckansicht

Alle Cypha-Modelle wurden in der Headquarters Plant des japanischen Automobilherstellers Central Motor gebaut. Die Zielsetzung des Vorgängers wurde beibehalten, das Konzept hingegen abgeändert. Anstelle des bisherigen Retrolooks mit Stufenheck gab es ein Steilheck. 
Folgende Motoren standen zur Wahl:
- 1.3l 2WD (NCP70): 2NZ-FE mit einem Hubraum von 1298 cm³ und einer Leistung von 87 PS
- 1.5l 4WD (NCP75): 1NZ-FE mit einem Hubraum von 1496 cm³ und einer Leistung von 105 PS

Im März 2003 änderte Toyota den Modellnamen in Cypha (japanisch: ウィル サイファ). Die Bezeichnung setzt sich zusammen aus Cyber und Phaeton. Gleichzeitig wurde das bislang optionale Navigationssystem zur Standardausstattung. Im Sondermodell WiLL Cypha G-BOOK, das von März bis Juli 2003 erhältlich war, verwendete Toyota G-Book, welches nur mit monatlichem Leasingvertrag über die Händlerorganisation Netz angemietet werden konnte. Im Monatsvertrag erhalten waren eine Freisprechanlage, Handy und das Navigationssystem.
Im April 2004 stellte Toyota die Produktion des Will Cypha ohne Nachfolger ein. 